# André Claveau
André Claveau (París, 17 de diciembre de 1911-Brassac, 4 de julio de 2003) fue un popular cantante francés que ostenta entre otros reconocimientos el haber sido el primer hombre en ganar el Festival de la Canción de Eurovisión en 1958, donde interpretó la canción "Dors, mon amour".

## Sencillos
- Venez donc chez moi (1939)
- Seul ce soir (1942)
- J'ai pleuré sur tes pas (1943)
- Marjolaine (1943)
- Une nuit mon amour (1949)
- Domino (1950)
- Cerisier rose et pommier blanc (1950)
- Bon anniversaire, nos vœux les plus sincères (1951)
- Le Petit train (1952)
- Les Yeux d'Elsa (1956)
- Dors, mon amour (1958)
- 24 Best-Loved French Folk Songs (1989)
- C'est bon d'aimer

## Filmografía
- Champions de France (1938)
- Le destin s'amuse (1947)
- Gai Paris (1947)
- Amours de vacances (1948)
- Les Vagabonds du rêve (1949)
- La kermesse en chansons (1949)
- Sous le ciel de Paris (1950)
- Fusillé à l'aube (1950)
- Vedettes en chansons (1950)
- Cœur-sur-Mer (1951)
- Pas de vacances pour Monsieur le Maire (1951)
- Les Surprises d'une nuit de noces (1952)
- Un jour avec vous (1952)
- Rires de Paris (1953)
- La Route du bonheur (Saluti e baci) (1953)
- French Cancan (1955)
- Les héros sont fatigués (1955)
- Prisonniers de la brousse (1960)
- Lacombe Lucien (1974)

| Predecesor: Corry Brokken                         | Ganadores del Festival de la Canción de Eurovisión 1958 | Sucesor: Teddy Scholten                         |
| Predecesor: Paule Desjardins con "La belle amour" | Francia en el Festival de Eurovisión 1958               | Sucesor: Jean Philippe con "Oui, oui, oui, oui" |

- Datos: Q313986
- Multimedia: André Claveau / Q313986